# Ballina (comté de Mayo)
Pour les articles homonymes, voir Ballina.
Ballina (/ˌbælɪˈnɑː/, en irlandais : Béal an Átha) est une ville du comté de Mayo en Irlande (la plus peuplée du comté après le chef-lieu Castlebar).

## Géographie
La ville est située à l’embouchure de la Moy sur la baie de Killala entre les montagnes Ox à l’est et Nephin Beg à l’ouest. Ballina se trouve à une altitude de sept mètres.

## Histoire
Les premières références historiques de la ville remontent environ à 1375 d’après l’encyclopédie Britanica, à la fondation d’une confrérie Augustine.
Le site de Belleek précède la formation de la ville et peut être datée de la fin du XVe ou du début XVIe siècle, même si Belleek Castle, le bâtiment actuel qui fait partie de Ballina a été construit, lui, en 1831.
La ville de Ballina a été officiellement fondée en 1792 par Lord Tyrawley O'Hara.
La propriété de Belleek couvrait les terrains allant du fleuve Moy à la route de Killala actuelle. Sa réserve d’eau fut probablement détruite lors de la construction de l’usine Coca-Cola, Ballina Beverages.
Une partie de la « vieille route française » que le général Humbert a empruntée, débarquant à Killala, le 22 août 1798, envoyé par la République française pour aider les Irlandais à résister aux Anglais, passait à travers le domaine. Elle est désormais fermée.
Ballina est à la limite de la séparation du Comté du Mayo d’avec le comté de Sligo. Cette séparation suivait autrefois la rive sud du fleuve Moy, et une partie de la ville de Ballina actuelle comprenant Ardnaree et Crockets Town devenue the Quay, était rattaché au comté de Sligo.
Le mémorial du Centenaire de 1798, (mémorial d’Humbert) a été inauguré le 11 mai 1898. Le monument a été sculpté par un artisan de Dublin, puis a été récemment restauré par GJ Ginty & Sons. La sculpture représente, non le Général Humbert, mais la ‘Mère d’Irlande’. Maud Gonne, une comédienne irlandaise connue à l'époque, a dévoilé le monument.
Le dolmen des quatre Maols est situé à l’arrière de la gare de Ballina. Le dolmen date du IIe millénaire av. J.-C. et est parfois nommé localement la « table des géants ». Le Dolmen est, dit-on, le lieu de sépulture de quatre Maols qui auraient assassiné Ceallach, un évêque du Connacht du VIIe siècle et ont été pendus à Ardnaree à la Colline des exécutions. La tradition dit que leurs corps ont été ensevelis sous le Dolmen

## Architecture

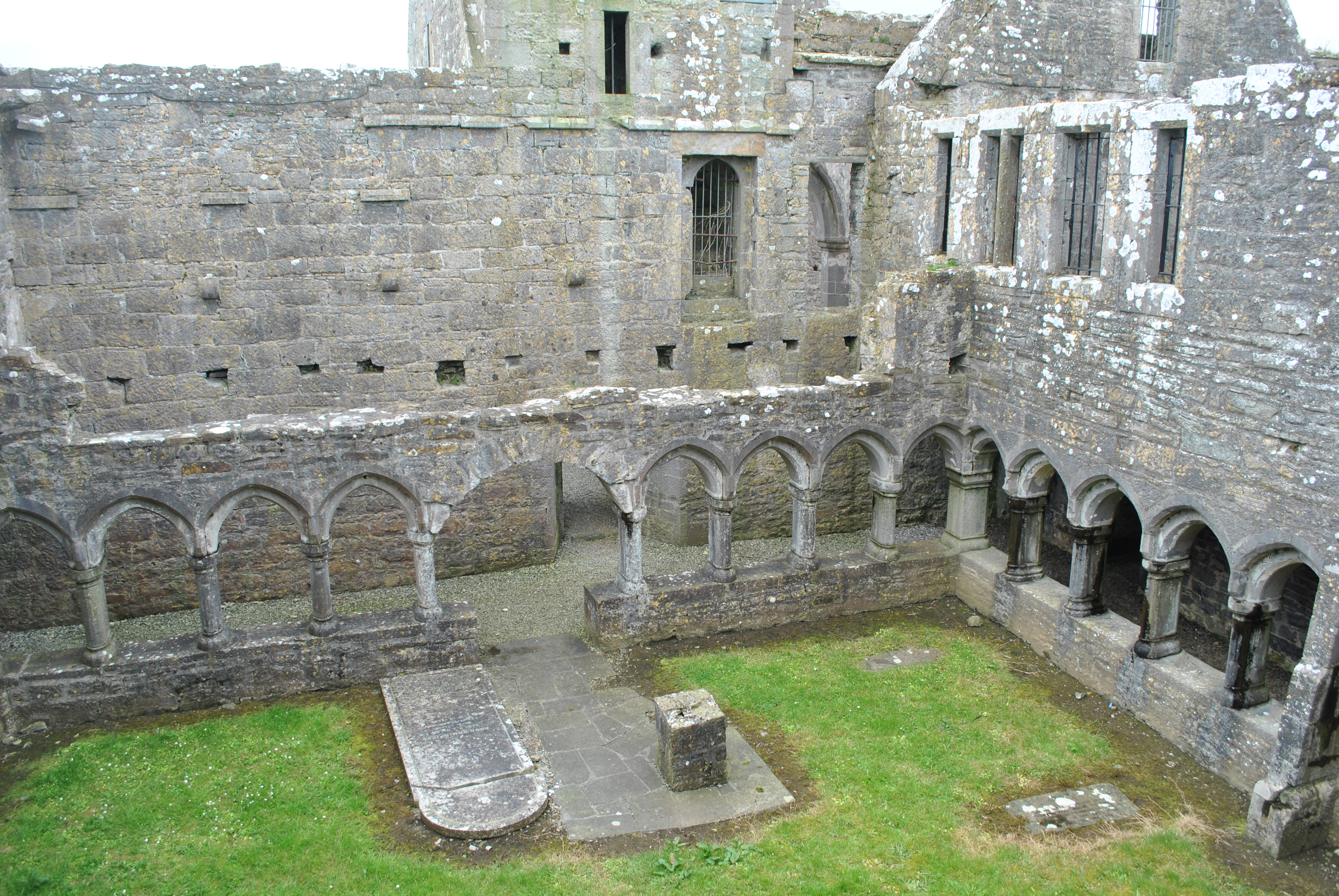
Vestiges de l'abbaye Moy.

La ville a une belle architecture. L’abbaye Moy Abbey (de) du XVe siècle et St Muredach, la cathédrale du XIXe siècle du diocèse de Killala, sont renommées en Irlande. Les travaux sur la cathédrale ont débuté en 1827. La pierre est extraite sur place et le toit et le plafond ont été achevés avant la Grande Famine (1845). La flèche a été achevée en 1855 et en 1875 elle a été mise en service.
Le dolmen des quatre Maols (IIe millénaire av. J.-C.), le mémorial du Centenaire de 1898, (mémorial d’Humbert), la magnifique porte routière de la propriété de Belleek de 1831 font partie des monuments de Ballina et sont cités dans la partie Histoire ci-dessus.
L’école secondaires des garçons, St Muredach's College a célébré son centenaire le 10 septembre 2006.
Ballina est une ville en mouvement architectural permanent depuis l’entrée de l’Irlande dans l’Europe. Dans les deux rues principales à angle droit, the Cross, se côtoient les dernières maisons de pêcheurs, les immeubles de bureaux anglais sombres et austères du début XIXe siècle, les notes colorées des pubs irlandais aux fenêtres arrondies de tous âges, mis en valeur par les bâtiments modernes et lumineux actuels.

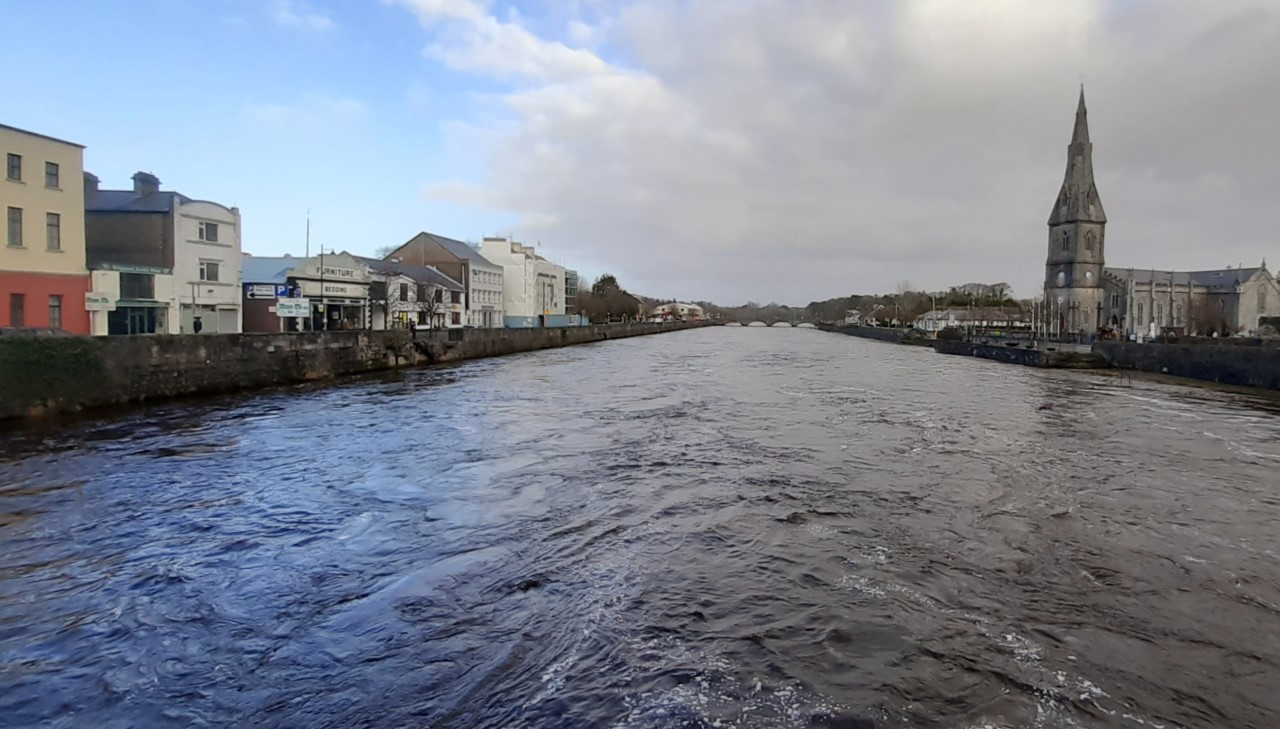
La ville de Ballina sur le fleuve Moy

Sur les rives du fleuve Moy, de magnifiques demeures anglaises du XIXe siècle se prélassent dans les jardins somptueux.

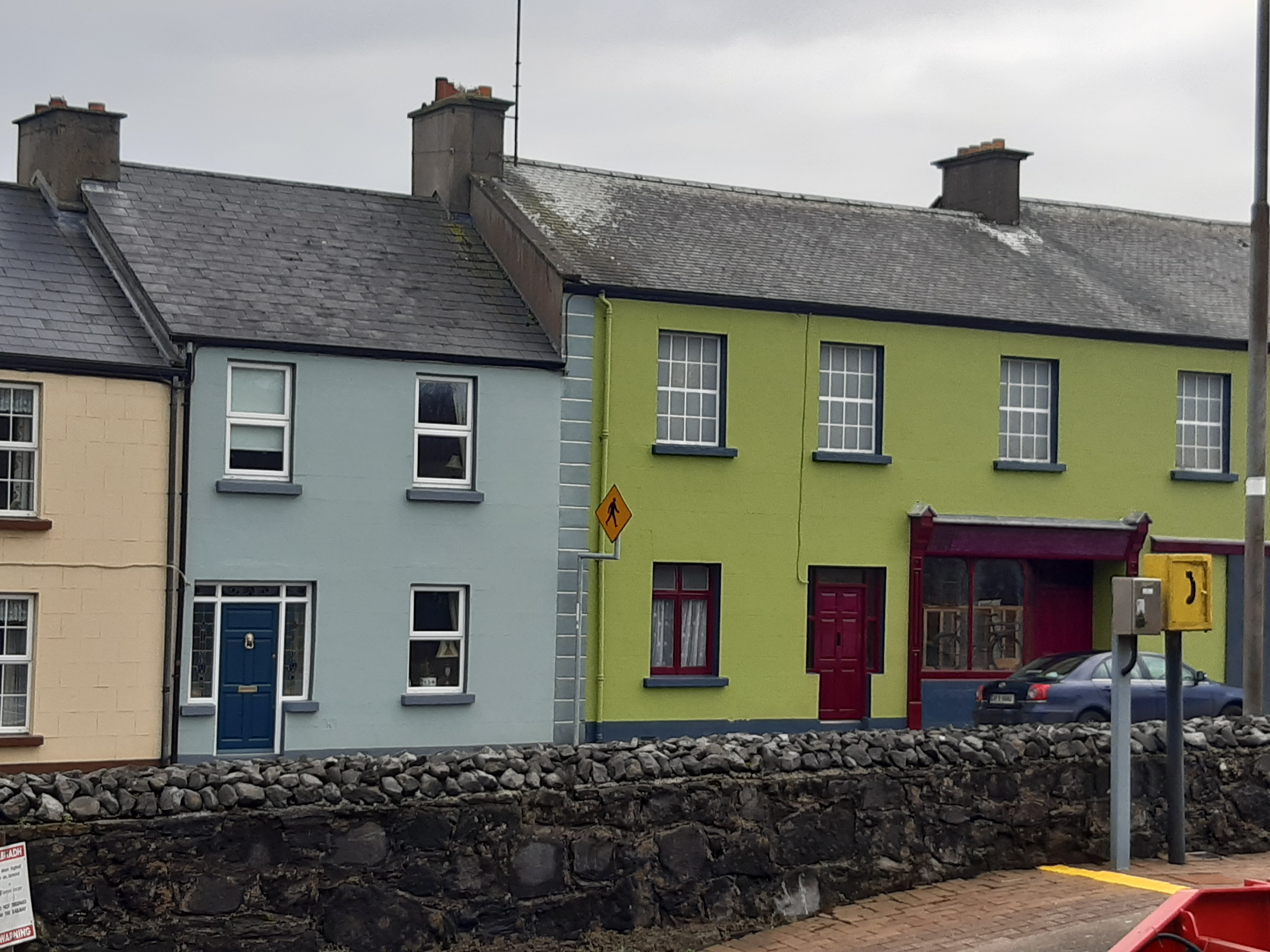
Maisons typiques dans le centre ville

Il est difficile de parler de l'architecture de Ballina sans parler des jardins paysagers qui entourent les maisons et qui sont un des charmes puissants de la côte Ouest de l'Irlande. Sur cette terre de bruyère, rhododendrons, camélias, magnolias, cèdres, chênes, charmes et ormes prospèrent et atteignent des tailles impressionnantes, et des couleurs étonnantes.

## Culture
Ballina a accueilli le Fleadh Cheoil en 1997 et 1998.
Le festival de Ballina dure une semaine pendant le mois de juillet et rassemble plus de cent mille personnes chaque année. Musique, arts, et traditions irlandaises sont à l’honneur. La pêche au saumon dans la rivière Moy est célèbre, et donne l’occasion de nombreux concours et évènements, au long de l’année. 

## Personnalités
- Maud Gonne (1866-1953), comédienne, militante féministe et de la cause irlandaise, a inauguré le mémorial du Centenaire en 1898
- Mary Robinson (née en 1944), présidente de l'Irlande de 1990 à 1997, y est née
- Joe Biden (né en 1942), président élu des États-Unis en 2020, y possède des racines familiales

## Jumelages
Athis-Mons (France) depuis 1993.